# Comune di Thyborøn-Harboøre
Il comune di Thyborøn-Harboøre, fino al 1º gennaio 2007 è stato un comune danese situato contea di Ringkjøbing, il comune aveva una popolazione di 4 690 abitanti (2005) e una superficie di 42 km². Capoluogo era la cittadina di Thyborøn.
Dal 1º gennaio 2007, con l'entrata in vigore della riforma amministrativa, il comune è stato soppresso e accorpato al riformato comune di Lemvig.